# Bordj Sabat
Bordj Sabat est une commune de la wilaya de Guelma en Algérie.

## Histoire
À l'époque coloniale française, le nom de la commune était Bordj-Sabath et elle avait le statut de Commune mixte de l'Oued Cherf.